# Torneo ATP de Dallas 2025
El Dallas Open 2025 fue un evento de tenis profesional de la categoría ATP 500 que se juega en pistas duras. Se trató de la 4.a edición del torneo que forma parte del ATP Tour 2025. Se disputó en Dallas, Estados Unidos del 3 al 9 de febrero de 2025 en el Ford Center at the Star.

## Distribución de puntos
| Modalidad            | Campeón | Finalista | Semifinales | Cuartos de final | 2.ª ronda | 1.ª ronda | Clasificados | 2.ª ronda de clasificación | 1.ª ronda de clasificación |
| Individual masculino | 500     | 330       | 200         | 100              | 50        | 0         | 25           | 13                         | 0                          |
| Dobles masculino     | 500     | 300       | 180         | 90               | –         | –         | 45           | 25                         | 0                          |

## Cabezas de serie

### Individuales masculino
| Tenista        | Ranking | Preclasificado |
| Taylor Fritz   | 4       | 1              |
| Casper Ruud    | 5       | 2              |
| Tommy Paul     | 9       | 3              |
| Ben Shelton    | 14      | 4              |
| Frances Tiafoe | 18      | 5              |
| Tomáš Macháč   | 25      | 6              |
| Alex Michelsen | 36      | 7              |
| Matteo Arnaldi | 40      | 8              |

- Ranking del 27 de enero de 2025.[2]

### Dobles masculino
| Tenistas                          | Ranking | Preclasificado |
| Nathaniel Lammons Jackson Withrow | 34      | 1              |
| Joe Salisbury Neal Skupski        | 59      | 2              |
| Jamie Murray John Peers           | 61      | 3              |
| Austin Krajicek Rajeev Ram        | 72      | 4              |

## Campeones

### Individual masculino
Denis Shapovalov venció a  Casper Ruud por 7-6(7-5), 6-3

### Dobles masculino
Christian Harrison /  Evan King vencieron a  Ariel Behar /  Robert Galloway por 7-6(7-4), 7-6(7-4)